# موزه هنر میتو
موزه هنر میتو (به ژاپنی: (水戸芸術館 Mito Geijutsukan) یک مجتمع هنری در میتو، ایباراکی ژاپن است. این بنا در سال ۱۹۹۰ به مناسبت صدسالگی شهرداری میتو افتتاح شد. این مجتمع شامل تالار کنسرتی با ظرفیت ۶۸۰ نفر، سالن نمایشی با ظرفیت ۶۳۶ نفر، یک گالری هنری، و یک برج شاخص است. معمار آن آراتا ایسوزاکی بود و مهندسی صوت‌شناسی آن بر عهدهٔ ناگاتا آگوستیکس بود.
طرح برج بر اساس پیچه بوردیک-کوکستر است.